# Trofeo Santiago Bernabéu 2013
El Trofeo Santiago Bernabéu 2013 fue la XXXV edición del torneo organizado por el Real Madrid. Fue disputado en el Estadio Santiago Bernabéu. 
El partido se jugó el día 22 de agosto de 2013. El encuentro en esta ocasión tuvo el atractivo de convertirse un homenaje a Raúl González Blanco, quien fue jugador del Real Madrid durante 16 temporadas y más tarde del Al-Sadd. El excapitán del conjunto blanco jugó 45 minutos con cada equipo.

## Incidencias del encuentro
| 1    | POR  | Iker Casillas            | 45' |
| 17   | DEF  | Álvaro Arbeloa           | 45' |
| 4    | DEF  | Sergio Ramos             | 45' |
| 18   | DEF  | Nacho Fernández          |     |
| 12   | DEF  | Marcelo Vieira           | 45' |
| 16   | MED  | Carlos Henrique Casemiro |     |
| 19   | MED  | Luka Modrić              | 45' |
| 8    | MED  | Kaká                     | 45' |
| 22   | MED  | Ángel Di María           | 45' |
| 11   | DEL  | Cristiano Ronaldo        | 45' |
| 7    | DEL  | Raúl González            | 45' |
| D.T. | D.T. | Carlo Ancelotti          |     |

| 1    | POR  | Saad Al Sheeb            | 74' |
| 39   | DEF  | Nadir Belhadj            |     |
| 6    | DEF  | Abdulla Mohammed Alberik |     |
| 19   | DEF  | Abdulrahman Nasser       | 71' |
| 3    | DEF  | Abdulkarim Hassan        |     |
| 40   | DEF  | Lee Jung-Soo             |     |
| 26   | MED  | Gaser Yahia Zakaria      |     |
| 15   | MED  | Talal Ali Albloushi      |     |
| 20   | DEL  | Yusef Ahmed Ali          | 45' |
| 12   | DEL  | Leandro                  | 74' |
| 11   | DEL  | Hassan Al Haydos         | 70' |
| D.T. | D.T. | Hussain Amotta           |     |

| 23 | MED | Isco            | 45' |
| 21 | DEL | Álvaro Morata   | 45' |
| 20 | DEL | Jesé Rodríguez  | 45' |
| 3  | DEF | Pepe            | 45' |
| 9  | DEL | Karim Benzema   | 45' |
| 10 | MED | Mesut Özil      | 45' |
| 15 | DEF | Daniel Carvajal | 45' |
| 25 | POR | Diego López     | 45' |
| 26 | DEF | David Mateos    | 45' |

| 7  | DEL | Raúl González   | 45' |
| 8  | DEF | Mesaad Al-Hamad | 70' |
| 2  | DEF | Naser Saad      | 71' |
| 9  | POR | Muhannad Naim   | 74' |
| 22 | DEL | Mamadou Niang   | 74' |

| Anotado | 23' | Raúl González        | 1-0 |
| Anotado | 59' | Isco                 | 2-0 |
| Anotado | 79' | Karim Benzema (pen.) | 3-0 |
| Anotado | 82' | Jesé Rodríguez       | 4-0 |
| Anotado | 88' | Jesé Rodríguez       | 5-0 |

|  |

| Árbitro | Carlos Velasco Carballo |

| 1    | POR  | Iker Casillas            | 45' |
| 17   | DEF  | Álvaro Arbeloa           | 45' |
| 4    | DEF  | Sergio Ramos             | 45' |
| 18   | DEF  | Nacho Fernández          |     |
| 12   | DEF  | Marcelo Vieira           | 45' |
| 16   | MED  | Carlos Henrique Casemiro |     |
| 19   | MED  | Luka Modrić              | 45' |
| 8    | MED  | Kaká                     | 45' |
| 22   | MED  | Ángel Di María           | 45' |
| 11   | DEL  | Cristiano Ronaldo        | 45' |
| 7    | DEL  | Raúl González            | 45' |
| D.T. | D.T. | Carlo Ancelotti          |     |

| 1    | POR  | Saad Al Sheeb            | 74' |
| 39   | DEF  | Nadir Belhadj            |     |
| 6    | DEF  | Abdulla Mohammed Alberik |     |
| 19   | DEF  | Abdulrahman Nasser       | 71' |
| 3    | DEF  | Abdulkarim Hassan        |     |
| 40   | DEF  | Lee Jung-Soo             |     |
| 26   | MED  | Gaser Yahia Zakaria      |     |
| 15   | MED  | Talal Ali Albloushi      |     |
| 20   | DEL  | Yusef Ahmed Ali          | 45' |
| 12   | DEL  | Leandro                  | 74' |
| 11   | DEL  | Hassan Al Haydos         | 70' |
| D.T. | D.T. | Hussain Amotta           |     |

| 23 | MED | Isco            | 45' |
| 21 | DEL | Álvaro Morata   | 45' |
| 20 | DEL | Jesé Rodríguez  | 45' |
| 3  | DEF | Pepe            | 45' |
| 9  | DEL | Karim Benzema   | 45' |
| 10 | MED | Mesut Özil      | 45' |
| 15 | DEF | Daniel Carvajal | 45' |
| 25 | POR | Diego López     | 45' |
| 26 | DEF | David Mateos    | 45' |

| 7  | DEL | Raúl González   | 45' |
| 8  | DEF | Mesaad Al-Hamad | 70' |
| 2  | DEF | Naser Saad      | 71' |
| 9  | POR | Muhannad Naim   | 74' |
| 22 | DEL | Mamadou Niang   | 74' |

| Anotado | 23' | Raúl González        | 1-0 |
| Anotado | 59' | Isco                 | 2-0 |
| Anotado | 79' | Karim Benzema (pen.) | 3-0 |
| Anotado | 82' | Jesé Rodríguez       | 4-0 |
| Anotado | 88' | Jesé Rodríguez       | 5-0 |

|  |

| Árbitro | Carlos Velasco Carballo |

|                                       |
| Campeón Real Madrid C. F. 24.º título |